# 帕拉伊索 (聖卡塔琳娜州)
26°36′50″S 53°40′19″W / 26.61389°S 53.67194°W
帕拉伊蘇（葡萄牙語：Paraíso），是巴西的城鎮，位於該國南部，由聖卡塔琳娜州負責管轄，始建於1992年1月9日，面積179平方公里，海拔高度520米，2010年人口4,080，人口密度每平方公里22.84人。